# Sant Jordi de Faió
Sant Jordi de Faió és una petita ermita del segle xvii situada al municipi de Faió, a la comarca del Matarranya.
És d'estil barroc i fou construïda entre 1650 i 1652. L'any 1833, el temple fou reformat i ampliat.
Enfront de l'ermita hi ha un pi centenari de forma singular.